# いふ (仮名)
（イフ）は、片仮名の一つである。

## 字源
「云」の草書に基づく。

## 用例
- 室町時代末期 https://dl.ndl.go.jp/info:ndljp/pid/1288252/6 左頁4行目「如ストイフヿヲ (しかずといふことを)」
- 1880年 https://dl.ndl.go.jp/info:ndljp/pid/852450/8 (「云」に近い形状で書かれている)

## 符号位置
Unicode未収録である。